# Wez-Velvain
Wez-Velvain (en picard : Wés'-Vélvin) est un village du Parc naturel des Plaines de l'Escaut, situé à cinq kilomètres au sud de la ville de Tournai, en province du Hainaut (Belgique). Administrativement il fait partie de la commune de Brunehaut située en Wallonie picarde et en Flandre romane. C'était une commune à part entière avant la fusion des communes de 1977.

## Évolution démographique
- Sources : INS, Rem. : 1831 jusqu'en 1970 = recensements, 1976 = nombre d'habitants au 31 décembre.

## Histoire
Le village de Wez-Velvain prend son essor au Xe siècle. Déjà en 979, la ferme portant, le nom de 'Neufville' fut donnée par Godefroid le Captif à l'abbaye Saint-Pierre de Gand. Au XIIe siècle, le village possédait un château fort, bien que cet édifice lui conférait une image de puissance, il fut incendié par les flamands en 1288. En 1302, Wez appartenait à Anselme d'Aigremont et fut pillé par Gossuin d'Antoing, et son armée, car il lui reprochait d'avoir donné l'asile à leurs ennemis.
Wez, comme d'autres villages de Belgique, fut souvent champ de bataille. Au cours des décennies, le village subissait les attaques de belligérants venus assiéger le château fort : en 1478 par les Bourguignons, en 1521 par le baron de Ligne aux ordres de Charles-Quint.
En 1560 le château était propriété des évêques de Tournai. En 1616, Mgr Maximilien Villain le fit réparer. Plus tard il fut occupé en 1671 par des séminaristes. Malgré un passé historique il fut démoli en 1820.

### L'église de Wez
Wez affirmait sa dépendance au culte déjà en 1320, lorsque les évêques de Tournai étaient seigneurs du village. L'église  édifiée, un peu plus tard dans le village, fut détruite en 1566, lors des troubles religieux causés par les iconoclastes protestants. Une nouvelle église fut reconstruite sur les ruines de l'édifice démoli.
Au fil des temps cette église était devenue trop petite pour accueillir la population assistant en nombre aux offices religieux. Le chapitre de la cathédrale de Tournai finança la construction d'un nouveau lieu de culte: ce fut fait en 1775.
Contrairement à celle des villages voisins, l'église bâtie en 1775 survécut aux combats de la guerre de 14-18. De plus, en 1936, elle a bénéficié d'un agrandissement réalisé pour accueillir de plus nombreux fidèles.

### L'institut Saint-Charles
En 1684, une communauté religieuse s'installa à Wez pour recevoir les femmes mentalement déséquilibrées et pourvoir à l'éducation chrétienne des enfants abandonnés. La tâche des religieuses adjoints à cette cause prenait de l'ampleur et, de ce fait, la communauté de Saint-Charles s'enracinait à Wez. Pour fire face aux nombreuses demandes, il fut construit, en 1855, un couvent doté d'une architecture magnifique qui ouvrait en 1899 un juvénat pour les garçons de quatre à douze ans.
À cette époque, Wez est un hameau du village de Velvain. L'église de Velvain avait été construite à la frontière de Guignies. Mais l'essor rapide de Wez, le couvent, la construction de nouvelles habitations, lui ont permis de devenir rapidement le centre du village.